# Number Ones (Michael Jackson)
Number Ones is een muziekalbum van Michael Jackson uit 2003.
Number Ones is een verzamelalbum met een aantal nummer 1-hits uit verschillende landen.  Van het album kwam ook een single: het voor dit album opgenomen One more Chance.
Deze werd nummer 1 in Moldavië en Venezuela. In Nederland behaalde de single de 17e positie.

## Tracklist
Versie 1
1. Don't Stop 'Til You Get Enough
2. Rock with You
3. Billie Jean
4. Beat It
5. Thriller
6. Human Nature
7. I Just Can't Stop Loving You
8. Bad
9. The Way You Make Me Feel
10. Dirty Diana
11. Smooth Criminal
12. Black or White
13. You Are Not Alone
14. Earth Song
15. Blood on the Dance Floor
16. You Rock My World
17. Break of Dawn
18. One More Chance

Versie 2
1. Don't Stop 'Til You Get Enough
2. Rock with You
3. Billie Jean
4. Beat It
5. Thriller
6. Human Nature
7. I Just Can't Stop Loving You
8. Bad
9. Smooth Criminal
10. The Way You Make Me Feel
11. Man in the Mirror
12. Dirty Diana
13. Black or White
14. You Are Not Alone
15. Earth Song
16. You Rock My World
17. Break of Dawn
18. One More Chance